# Deutsche Spiegelglas AG

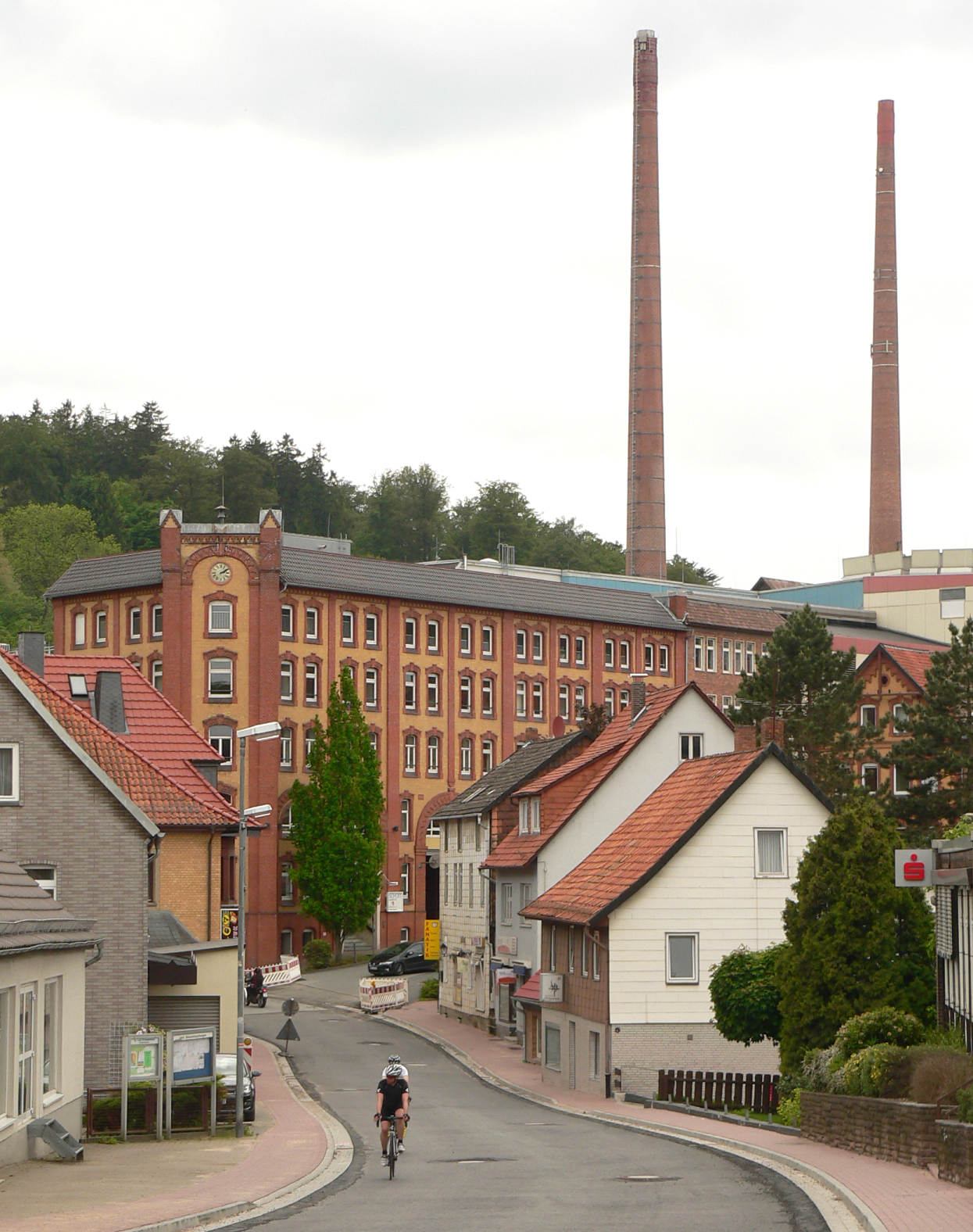
Das 1908 erbaute, neue Hafenhaus des Werkes Grünenplan der DESAG

Die Deutsche Spiegelglas AG (DESAG) war eine 1871 in Berlin gegründete Aktiengesellschaft. Sie entstand auf Grundlage der Gebrüder Koch’schen Glasfabrik in Grünenplan, die ein Nachfolgeunternehmen der 1744 gegründeten Spiegelglashütte auf dem Grünen Plan war. Die Gründung der Aktiengesellschaft diente in erster Linie der Beschaffung von Finanzmitteln zum Aufbau eines Zweigwerkes in Freden zur industriellen Herstellung von Spiegelglas. Die DESAG ging im 20. Jahrhundert in die Deutsche Spezialglas AG und schließlich in die Schott AG über, die heute in Grünenplan ein Kompetenzzentrum für die Dünnglas-Fertigung mit rund 450 Mitarbeitern unterhält.

## Entstehung

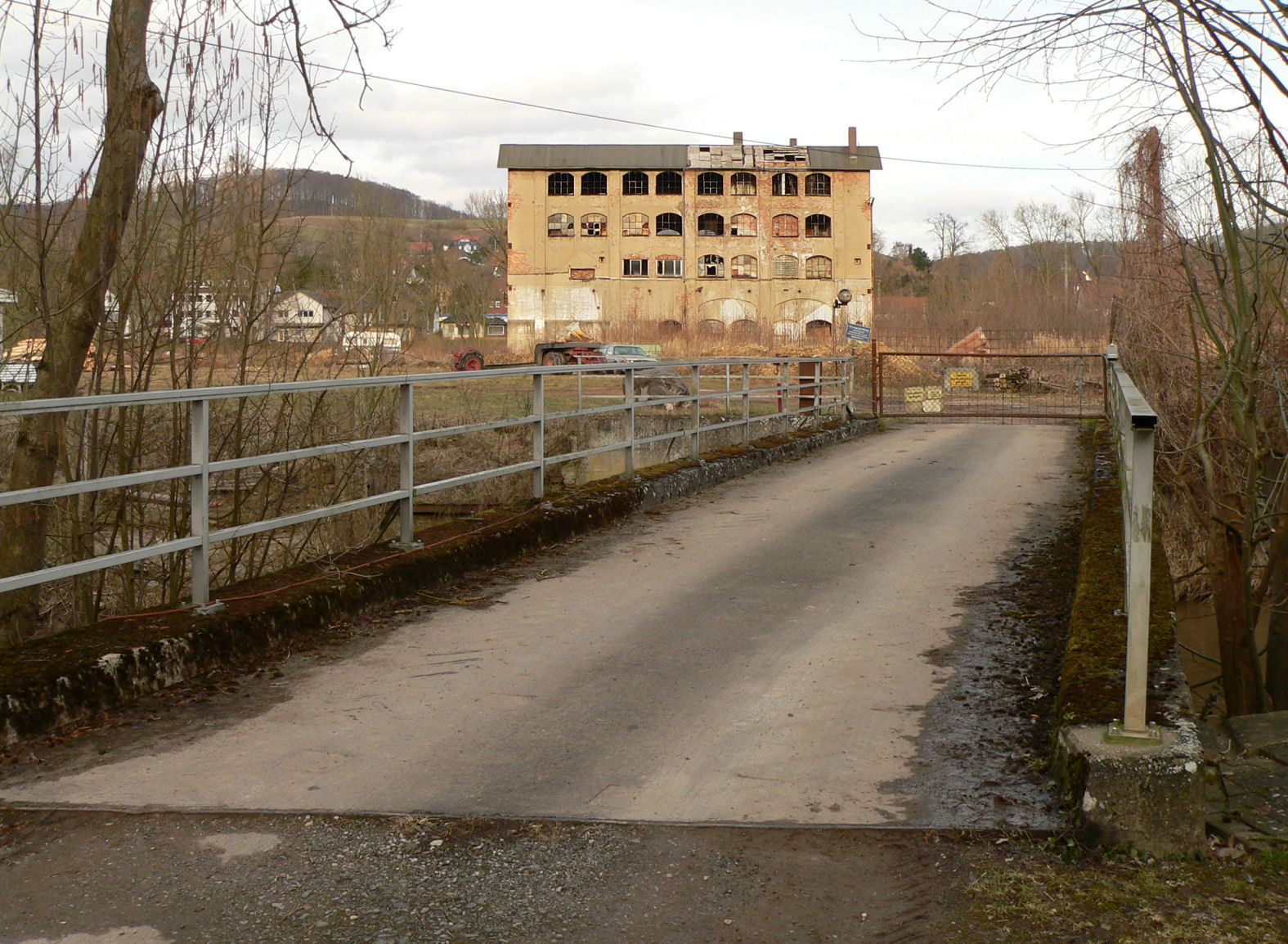
Letztes Gebäude des Werkes Freden der DESAG auf der Leineinsel

In den 1860er Jahren fasste Friedrich Koch (1836–1891) als Miteigentümer der Gebrüder Koch’schen Glasfabrik den Entschluss, gegossenes Spiegelglas herzustellen. Dies erschien lukrativ, da durch die Bautätigkeiten in den expandierenden Städten zu Beginn der Gründerzeit eine starke Nachfrage herrschte und die Preise für Spiegelglas hoch waren. Zudem gab es zu dieser Zeit in Deutschland mit der Spiegelmanufaktur Waldhof und der  Spiegelglashütte Münsterbusch in Stolberg nur zwei Hersteller, die sich beide in der Hand des französischen Glasmonopolisten Saint-Gobain befanden.
Da das Kapital der Gebrüder Koch’schen Glasfabrik in Grünenplan für den Aufbau einer Gussglasfabrik zur industriellen Spiegelglasherstellung nicht ausreichte, gründete Friedrich Koch 1871 in Berlin die Deutsche Spiegelglas AG (DESAG). Die neue Fabrik entstand von 1871 bis 1873 in Freden, wobei ausschlaggebend für die Standortwahl die Lage an der Hannöverschen Südbahn war. Der Aufbau des Betriebes fiel in die Gründerkrise der 1870er Jahre. Für weitere wirtschaftliche Schwierigkeiten sorgte der Preisverfall bei Spiegelglas, da plötzlich drei weitere Glashütten in Herzogenrath, Waldenburg und Schalke dieses Produkt herstellten.

## Beschreibung

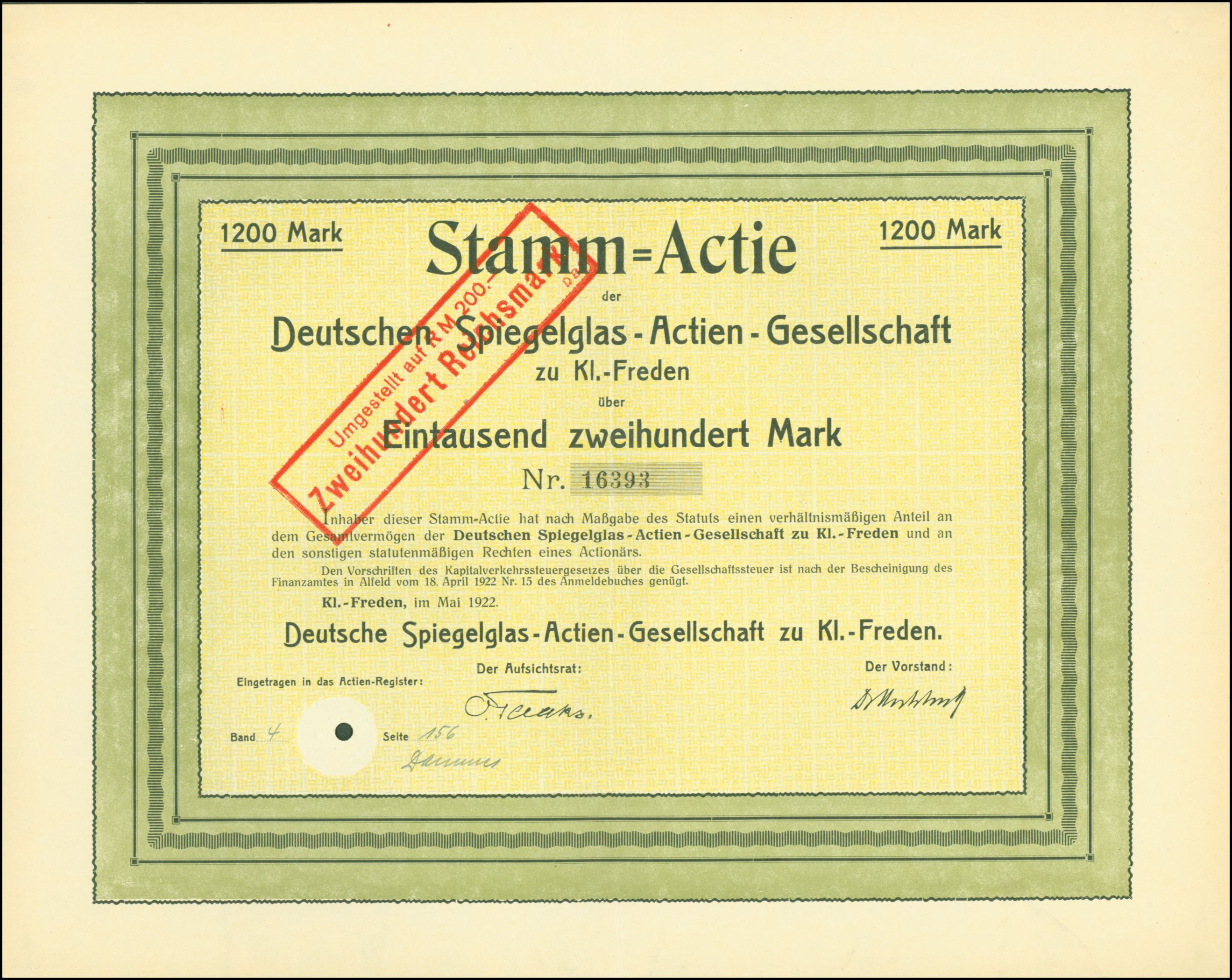
Aktie über 1200 Mark der Deutschen Spiegelglas-AG vom Mai 1922

1891 verstarb der langjährige Direktor Friedrich Koch, Sohn von Friedrich Carl Ludwig Koch, im Alter von 54 Jahren. Sein Verdienst war es, das Grünenplaner Werk aus der vorindustriellen Phase herauszubringen. Sein Nachfolger war Franz Krippendorff, der das Unternehmen bis zu seinem Tod 1919 leitete.
Im Jahr 1907 wird die Deutsche Spiegelglas AG wie folgt erwähnt:

„Deutsche Spiegelglas-Aktien-Gesellschaft in Freden, Provinz Hannover (Preussen), und Grünenplan, Herzogtum Braunschweig

Fabrikat: Gegossenes und geblasenes Spiegelglas, belegt und unbelegt, dickes Rohglas, schwarzes
Spiegelglas, Alabasterglas, farbiges, opales Spiegelglas. Rohglas für Brillen- und Uhrglasfabriken,
photographische und mikroskopische Gläser.

4 Glasöfen, 58 offene Häfen, System Siemens. Kohlen und Holz. 800 Arbeiter. Wasserkraft 500, Dampfmaschine 1300 Pferdekräfte. Betriebs- und Pensions-Kasse. Freden (gegr. 1871), Grünenplan (gegr. 1765).“

Der Erste Weltkrieg führte zum Verlust der Absatzmärkte für Glas sowie zu Produktionseinschränkungen durch den Mangel an Glasrohstoffen und Kohle zum Beheizen der Glasschmelzöfen. Nach dem Krieg stieg die Nachfrage, aber die Preise verfielen und die veralteten Maschinen waren unwirtschaftlich.
1930 hatte die Schott AG aus Jena die Aktienmehrheit bei der DESAG und war im Aufsichtsrat mit vier Vertretern präsent. Die Aktienmehrheit beruhte auf dem gemeinsamen Erwerb des Glaswerkes Mitterteich in der Oberpfalz. 1943 wurde Gerhard Schott aus Jena als Sohn des Schottgründers Otto Schott Direktor der DESAG. Nach dem Zweiten Weltkrieg gestattete die britische Militärregierung die Wiederaufnahme des Betriebes im Juni 1945. Dies war der starken Nachfrage nach Fensterglas geschuldet. Eine von den Alliierten angedachte Demontage des Betriebes als Reparationsleistung wurde nicht umgesetzt. Die Kommunikation des Hauptbetriebes in Grünenplan in der britischen Besatzungszone mit dem Werk Mitterteich in der amerikanischen Besatzungszone gestaltete sich schwierig. Der Kontakt zu den Geschäftspartner der Schott AG in Jena riss vorübergehend ab, als amerikanische Truppen im August 1945 Thüringen verließen und die führenden Mitarbeiter von Schott in den Westen gingen.

### Werk Grünenplan

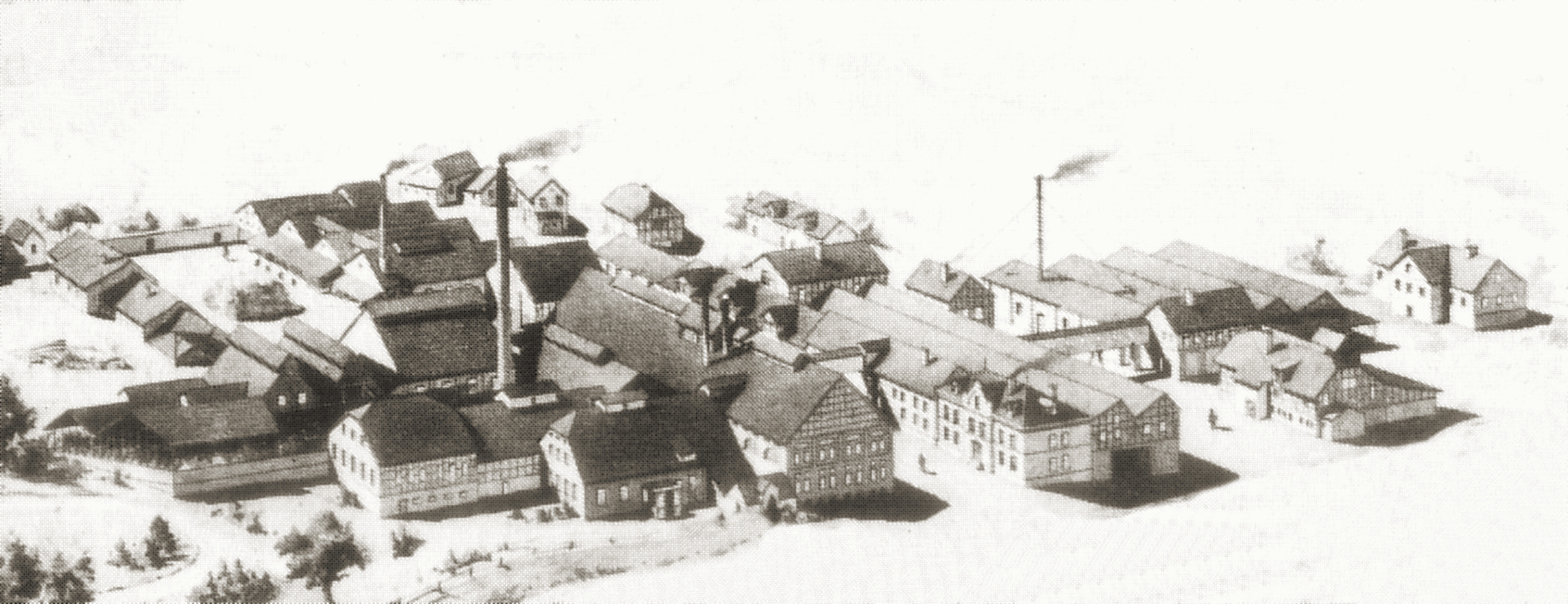
Das Werk Grünenplan der DESAG um 1900

Das Werk Grünenplan (51° 57′ 16″ N, 9° 44′ 18,1″ O), hervorgegangen aus der Gebrüder Koch’schen Glasfabrik und zuvor aus der 1744 gegründeten Spiegelglashütte auf dem Grünen Plan, war ein wichtiges Standbein der DESAG. Dort wurden Spezialgläser und optisches Glas produziert, aber auch mundgeblasenes Spiegelglas und Brillenrohglas.
Die Spezialisierung war der abgelegenen Lage ohne Bahnanbindung geschuldet, die keine Massenproduktion zuließ. Die Mitarbeiterzahl erhöhte sich kontinuierlich von 154 Arbeitskräften im Jahr 1883 auf 424 Arbeiter im Jahr 1900. Der Höchststand war 1910 mit 520 Mitarbeitern erreicht. Noch um 1870 wurden die Glasöfen in Grünenplan mit Buchenholz beheizt. Für den Transport des Holzes hielt die Glashütte 50 Pferde. In den Jahren 1904 bis 1908 erfolgten große Investitionen in den Betrieb. Unter anderem entstand das neue Hafenhaus als gelb-rot geklinkerter Eckbau, der noch heute ein markantes Symbol der Fabrik darstellt.
1930 wurde das maschinelle Fourcault-Verfahren zum Glasziehen eingeführt, was eine rentable Massenproduktion von Brillenglas ermöglichte. Ende der 1940er Jahre stellten die Werke Grünenplan und Freden jährlich 30 Millionen Brillenglas-Presslinge her. In der Zeit des Nationalsozialismus wurden ab 1936 Rüstungsgüter, wie Scheinwerfergläser für Flakgeschütze, hergestellt. Nach dem Zweiten Weltkrieg erhöhte sich die Belegschaft kontinuierlich von 800 Beschäftigten im Jahre 1950 auf nahezu 1400 Mitarbeiter im Jahr 1970.

### Werk Freden

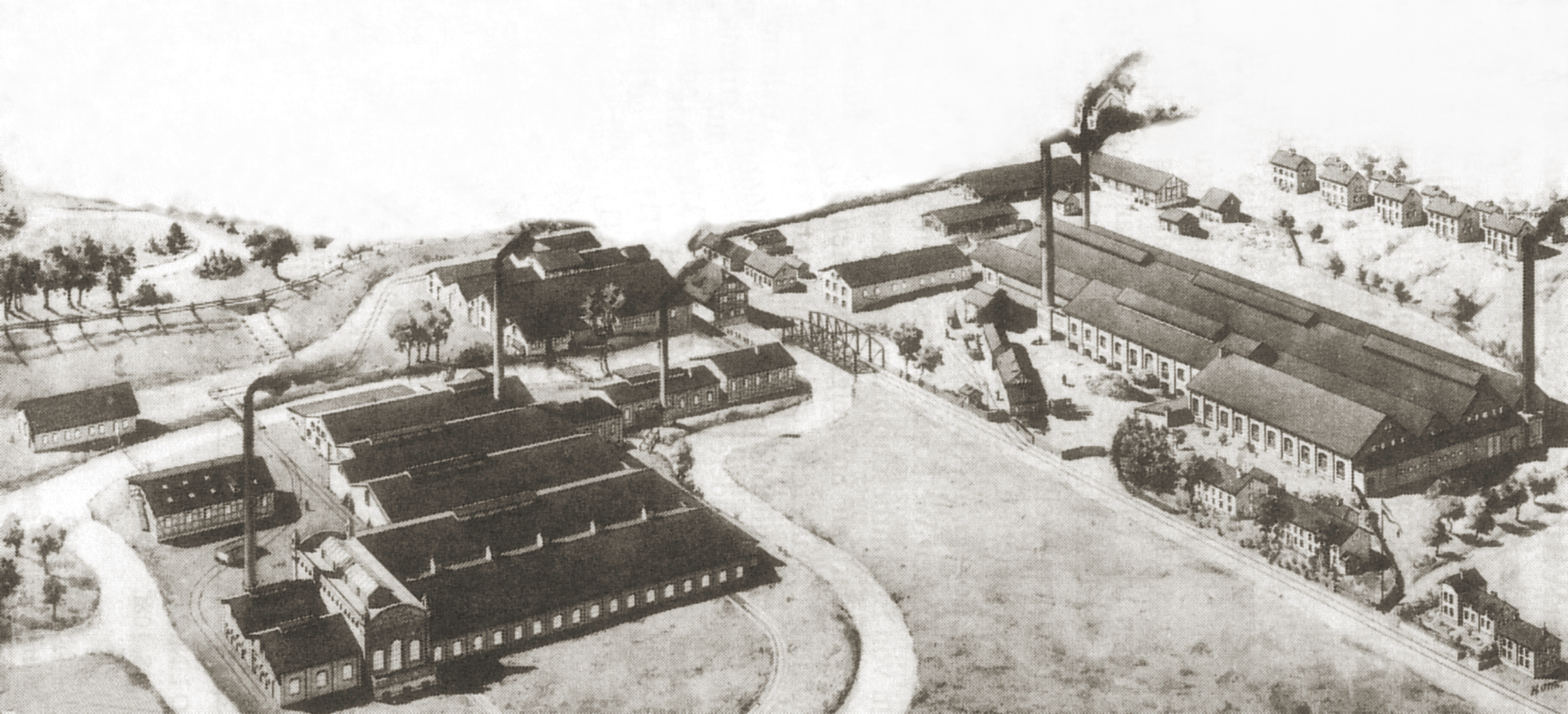
Das Werk Freden der DESAG um 1900, links auf der Leineinsel in Groß-Freden der Komplex mit Schleiferei, Poliererei und Sandwäsche, rechts die Gießereihalle und Werkswohnhäuser in Klein-Freden

Das Werk Freden der DESAG entstand ab 1871 auf der grünen Wiese. Es bestand aus einem Fabrikkomplex auf einer Flussinsel der Leine im damaligen Groß-Freden (51° 55′ 39,1″ N, 9° 53′ 45″ O) und der Gießerei in Klein-Freden. (51° 55′ 51,5″ N, 9° 54′ 0,5″ O) Der Bau der neuen Glasfabrik mit Gleisanschluss kostete 240.000 Taler. 1873 war der Betrieb notdürftig fertiggestellt. Im Laufe der Jahre wurde die industrielle Glasproduktion kontinuierlich gesteigert. Während 1875 20.000 m² Rohglas entstand, war 1881 mit 60.000 m² eine Verdreifachung eingetreten. Auch die Mitarbeiterzahl erhöhte sich von 160 Arbeitern im Jahr 1875 auf 380 Arbeitskräfte im Jahr 1882.
Nach dem Ersten Weltkrieg sorgte der Mangel an Kohle, mit dem die Glasöfen beheizt wurden, für einen Produktionsrückgang. 1919 standen deswegen große Teile der Produktionsanlagen das ganze Jahr über still. In den 1920er Jahren wurde das Werk Freden aus verschiedenen Gründen, wie geringe Auslastung, Konkurrenzdruck durch andere europäische Glaserzeuger, unrentabel. 1927 veräußerte die Deutsche Spiegelglas AG das Werk an die Spiegelglasfabrik Reisholz. Sie führte den Betrieb unter der Bezeichnung Deutsche Opakglaswerke bis zur dauerhaften Stilllegung 1936 weiter. Um das Jahr 2012 wurden die Fabrikgebäude bis auf ein mehrstöckiges Gebäude endgültig abgerissen.
Deutsche Uhrglasfabrik

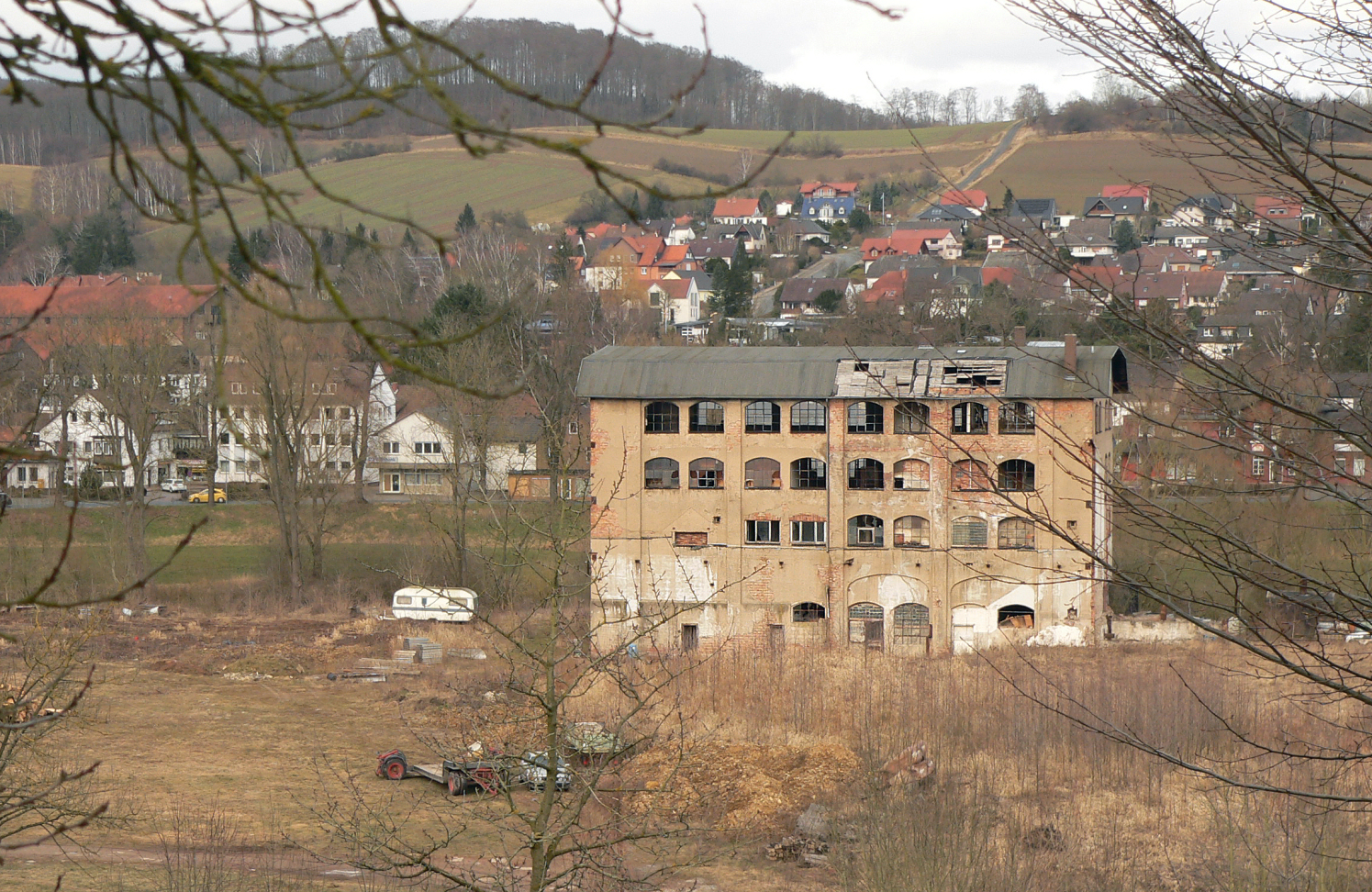
Früheres Gebäude der Deutschen Uhrglasfabrik auf der Leineinsel in Groß-Freden

1920 gründete die DESAG mit dem französischen Jequier-Konzern die Deutsche Uhrglasfabrik zur Herstellung von Uhrgläsern. Sie wurde vom Generaldirektor der DESAG, Franz Krippendorff geleitet und produzierte auf dem Gelände der Spiegelglasschleiferei auf der Leineinsel in Groß-Freden. Anfang der 1920er Jahre wurden 50.000 bis 60.000 Uhrgläser pro Tag produziert. Die Gründung der Uhrglasfabrik war notwendig geworden, weil nach dem Ersten Weltkrieg die schweizerischen und französischen Uhrglasfabriken die Abnahme des halbweißen Glases einstellten, das bei der Produktion des optischen Glases anfiel. Ohne dessen Verwertung wäre die Optik unrentabel geworden.